# 233. Panzer-Division
La 233. Panzer-Division (233ª divisione corazzata) nacque inizialmente come unità di addestramento e riserva con il nome di Division Nr. 233 (motorisierte), istituita a Francoforte sull'Oder il 15 maggio 1942 e assegnata al III distretto militare, a nord di Berlino, che comprendeva i territori prussiani di Altmark, Neumark e Brandeburg.
Successivamente venne ridesignata in 233. Panzergrenadier-Division fino alla successiva e definitiva designazione come divisione panzer.

## Storia

### Origini
La 233. Panzer-Division aveva inizialmente compiti di supervisione e supporto di truppe schnelle (veloci) o motorizzate addestrate nello stesso distretto militare. Quando però molte divisioni di fanteria motorizzata della Wehrmacht furono cambiate in unità Panzergrenadier, la 233ª divisione corazzata ebbe anche la responsabilità di addestrare truppe e unità corazzate di riserva di queste nuove formazioni. Il 7 luglio 1942 anche la 233. Panzer-Division fu rinominata 233. Panzergrenadier-Division.
Alla sua istituzione la divisione comprendeva un battaglione corazzato di riserva, oltre a battaglioni di addestramento di Panzergrenadier, fanteria motorizzata, Panzerjäger, unità di motociclisti da ricognizione e batterie di artiglieria, oltre che genieri corazzati e persino cavalleria, anche se in breve tempo quest'ultima divenne un'unità di addestramento per fanteria in bicicletta.

### Promozione
A meno di un anno la formazione fu promossa, assumendo la designazione di 233. Panzer-Division il 5 aprile 1943, ma nell'agosto dello stesso anno l'unità cambiò nuovamente nome diventando 233. Reserve-Panzer-Division e fu inviata in Danimarca. dove sarebbe rimasta fino alla fine del conflitto, fornendo nel 1944 le riserve per la 6., 9. e 25. Panzer-Division impegnate sui vari fronti.
A pochi mesi dalla fine del conflitto, la 233. Reserve-Panzer-Division fu ridesignata ancora una volta riassumendo la designazione ufficiale di 233. Panzer-Division il 21 febbraio 1945, quando l'unità comprendeva solamente tre reggimenti Panzergrenadier e il 55º battaglione corazzato per un totale di appena 20 Panzer III, 5 Panzer IV, due dei quali a canna corta da 75 mm, e 4 Flakpanzer armati con cannoncini da 37 mm.

### L'ultima divisione Panzer della guerra
Con il soprannome di Holstein Division la 233. Panzer-Division fornì per quanto possibile assistenza ed effettivi alla Panzer-Division Clausewitz, l'ultima divisione creata dalla Wehrmacht nella seconda guerra mondiale, costituita il 6 aprile 1945 sul fiume Elba con ulteriori unità provenienti dalla Panzer-Brigade 106, dalla Panzer-Division Feldherrnhalle e dalla Panzergrenadier-Division Großdeutschland.
La divisione fu completamente distrutta dalla 5ª divisione corazzata statunitense il 21 aprile in località Fallersleben, mentre i resti dell'unità si arresero a Prinitz sull'Elba.

## Comandanti
- Generalleutnant Heinrich Wosch (aprile 1943 - aprile 1945)
- Generalleutnant Max Fremerey (aprile 1945)

## Denominazioni
| Nome                            | dal              | fino a           |
| ------------------------------- | ---------------- | ---------------- |
| Division Nr. 233 (motorisierte) | 15 maggio 1942   | 7 luglio 1942    |
| 233. Panzergrenadier-Division   | 7 luglio 1942    | 5 aprile 1943    |
| 233. Panzer-Division            | 5 aprile 1943    | agosto 1943      |
| 233. Panzer-Reserve-Division    | agosto 1943      | 21 febbraio 1945 |
| 233. Panzer-Division            | 21 febbraio 1945 | 21 aprile 1945   |

## Ordine di battaglia
Division Nr. 233 (motorisierte) - 1943.
- 83. Panzergrenadier Ersatz Regiment "Eberswalde"
  - 3. Panzerjäger Ersatz Abteilung "Potsdam"
  - 4. Kradschützen Ersatz Bataillon "Stahnsdorf"
  - II/59 Artillerie Ersatz Abteilungen
- 3. Infanterie Ersatz Regiment (mot.) "Frankfurt/Oder"
  - 5. Panzer-Ersatz-Abteilung "Neuruppin"
  - 3. Kradschützen Ersatz Bataillon "Freienwalde"
  - I/59 Artillerie Ersatz Abteilungen
- 43. Panzerjäger Ersatz Abteilung "Spremberg"
- 9. Radfahr Ersatz Abteilung "Fürstenwalde"
- 208. Panzer Pionier Ersatz Bataillon "Rathenow"